# Sadek Abdellah El Hadj
Sadek Abdellah El Hadj (en árabe: عبد الله حاج صادق‎; Blida, 1 de junio de 2004) es un futbolista argelino que juega como portero en el Usm Alger.

## Trayectoria
Nacido en Blida, comenzó su carrera en el equipo local USM Blida, a la edad de seis años. Pasó dos años en la academia del club, antes de ser ascendido al equipo juvenil. A pedido de su madre, continuó enfocándose en sus estudios, jugando al fútbol mientras asistía a la universidad.
Luego se unió a JS Kabylie, pero no apareció durante la temporada 2021-22 ya que sus estudios tenían prioridad. Al año siguiente probó con el USM Alger, antes de que le ofrecieran un contrato con el club, y ganó el título nacional sub-19 en su primera temporada.Por su actuación en el último partido de la temporada, una victoria por 5-1, fue nombrado mejor jugador del partido.
| Club       | País    | Años            |
| ---------- | ------- | --------------- |
| USM Blida  | Argelia | 2010-2022       |
| JS Kabylie | Argelia | 2022            |
| USM Alger  | Argelia | 2022-actualidad |